# I Almost Told You That I Loved You
«I Almost Told You That I Loved You» —en español: «Casi digo que te amo»— es una canción de la banda estadounidense de rock alternativo Papa Roach. Fue lanzado como tercer sencillo de su quinto álbum de estudio Metamorphosis, el 1 de junio de 2009.

## Vídeo musical
El videoclip fue dirigido por Colin Minihan y producido por Shawn Angelski. Fue filmado en Vancouver, Canadá y está ambientado en un burdel lleno de estríperes con la banda tocando entre medio de la gente. Muestra escenas flick off en la que se ve a gente en varios lugares teniendo relaciones sexuales. Existen tres versiones del video: uno para el público (sin la escena de un hombre colgado de las espaldas), la versión censurada y sin censura. En el final del video una chica besa a otra y al intentar escapar, deja caer un anillo que en su interior dice I Love You.

## Lista de canciones
| N.º | Título                                               | Duración |  |
| 1.  | «I Almost Told You That I Loved You» (Versión Álbum) | 3:14     |  |

## Posicionamiento en listas
| Lista (2009)                            | Mejor posición |
| --------------------------------------- | -------------- |
| Estados Unidos (Alternative Songs)      | 35             |
| Estados Unidos (Mainstream Rock Tracks) | 20             |
| Estados Unidos (Rock Songs)             | 32             |